# Jan Křivka (konstruktér)
Jan Křivka (18. února 1920, Staré Čívice – 26. prosince 2013, Praha) byl funkcionář motocyklových organizací a konstruktér motocyklů.

## Život
Jan Křivka se narodil ve Starých Čivicích do rodiny tesaře. Po vyučení a absolvování pardubické průmyslovky se ucházel o práci v Jawě. Zde totiž pracoval Ing. Josef Josíf, rodák ze Starých Čivic. Do Jawy nastoupil v roce 1942 po přijímacím pohovoru u Ing. Vsevoloda Grečenka. Za války pracoval v Berlíně, nemusel však vykonávat otrockou práci, ale práci projektanta u firmy Siemens.
Po válce se vrátil do Jawy, kde už vládly nové poměry. Ředitelskou funkci Vsevoloda Grečenka obsadil Josef Josíf, jeho rýsovací konstruktérské prkno zdědil Jan Křivka.

## Funkcionářská práce
V roce 1947 byl přítomen na Mezinárodní motocyklové šestidenní soutěži, která se jela ve Zlíně. O rok později už byl asistentem Augustina Šulce, který měl na starosti Trophy tým. Potom byl manažerem československého družstva Stříbrné vázy. Od roku 1952 až do roku 1966 vedl Trophy tým v Mezinárodní trofeji. Ve funkci managera Trophy týmu o Mezinárodní trofej působil patnáct let. 
Jako manager týmu soutěžícího o Mezinárodní trofej se vrátil do místa své první Šestidenní, ale už do přejmenovaného Zlína, tedy Gottwaldova. V letech1965 a 1969, i přesto, že situace československých jezdců nevyvíjela příznivě, podával informace o Šestidenní každý den. Později vykonával funkci technického vedoucího  a zástupce vedoucího československé výpravy. V roce 1974 Československo zvítězilo, a bylo to podle Jana Křivky kvalitou strojů Jawa. V roce 1982 přiznal, že došlo k zaostávání soutěžních motocyklů Jawa mimo jiné i pro prasklé rámy. V tomto roce se zúčastnil 35. Šestidenní motocyklové soutěže.
Když v roce 1947 tehdejší ředitel Jawy Dr. Frei delegoval za sebe Jana Křivku do technické komice AKRČs, nastartoval tím jeho dlouholetou kariéru motocyklového funkcionáře. V roce 1953 se stal zástupcem Československa v technické komisi FIM. S funkcí ve FIM byly spojeny cesty na zasedání FIM, nejčastěji do jinak nedostupných západních zemí. Cest se účastnili také předsedové Svazarmu. Jak šel čas, měnila se jména svazarmovských zástupců v delegacích. Jméno Jana Křivky však bylo konstantou. Osoba Jana Křivky byla zajímavá pro StB, zdokumentováno je založení spisu PO (prověřované osoby) v roce 1987. Spis byl brzy uložen v archivu. To znamená, že pozorovaná osoba není nepřátelská režimu, nebo že pozorovaná osoba nepodepsala spolupráci.
Na podzim roku 1958 byl na zasedání Mezinárodní federace motoristů zvolen Jan Křivka místopředsedou technické komise FIM. V roce 1968 odmítl námitky proti regulérnosti trati v Itálii. Také v roce 1977 a 1985 byl členem jury. V letech 1983 – 1996 byl viceprezidentem FIM a z titulu své funkce jednal také o Brněnském automotodromu. Po ukončení práce ve FIM byl jmenován čestným místopředsedou FIM.
O práci funkcionáře Jan Křivka mluvil s novináři, rád se nechával fotit.

## Kauza Jaroslava Falty
V lednu 1990 se dostal na veřejnost dopis, který byl od října 1974 uzamčen v trezoru. Dopis od šéfa motokrosové komise FIM se nesměl zveřejnit na příkaz Jana Křivky. V dopise bylo předběžné stanovisko komise FIM k neoprávněné penalizaci Jaroslava Falty na posledním závodě mistrovství světa. Šlo o titul mistra světa. Proti penalizaci protestoval trenér František Helikar. Protest však česká delegace ve složení Křivka, Haken, Kopečný na jednání FIM v San Marinu stáhla. Mistrem světa byl vyhlášen Genadij Mojsejev. Opožděnou satisfakcí pro Jaroslava Faltu bylo udělení státního vyznamenání - medaili Za zásluhy I. stupně v roce 2020.

## Konstruktérská práce
Jan Křivka byl šéfkonstruktérem Jawy, který šéfoval vedoucím konstrukčních kanceláří sériových motocyklů, motokrosových motocyklů, soutěžních motocyklůplochodrážních motocyklů a silničních motocyklů. Svou práci dovedl dobře prezentovat v médiích. Seznamoval čtenáře s nízkou kvalitou nakupovaných dílů. Někdy byly v médiích představeni i jiní konstruktéři jako Pavel Tatek, vedoucí konstrukce soutěžních motocyklů. Při práci konstruktérů vznikaly nápady, které byly patentovány v Československu, jako dvoudobý spalovací motor se dvěma pisty (čs. autorské osvědčení čís.176941), nebo byly patentovány v cizině:
- 1952: Klikový hřídel pro řadové dvouválcové čtyřtaktní motory ( spolu s Vojtěchem Pokorným a Josefem Šimůnkem)[82]
- 1952: Mechanismus řazení převodovky (spolu s Josefem Josífem a Vlastimilem Bezouškou)[83]; vylepšené mechanismy v letech 1955 a 1958
- 1954: Výfuk namontovaný pod motor (spolu s Josefem Josífem)[84]
- 1976: Kyvná vidlice motocyklu (spolu s Pavlem Husákem)[85]
- 1979: Desková šoupátka výfuku a sání (spolu s Janem Rajchrtem a Milošem Marčíkem)(čs. autorské osvědčení čís. 206 129)[86]
- 1979: Rotační šoupátko pro dvoudobé motory (spolu se Zdeňkem Tichým a Vlastimilem Bezouškou) (čs. autorské osvědčení čís. 211 590)[87]
- 1980: Válcové duté šoupátko sání (spolu s Janem Rajchrtem) (čs. autorské osvědčení čís. 215 744)[88]
- 1982: Kyvná vidlice s progresivním pružením (čs. autorské osvědčení čís. 221 484)[89]

Na některých konstrukcích konstrukcích pracoval Jan Křivka bez přispění svých kolegů, a to hlavně v důchodovém věku:
- 1953: Flexibilní trubka vyrobená z gumy se zavulkanizovanými kovovými přírubami[90]
- 1960: Rotační šoupátko pro dvoudobé motory.[91][92] Patent koupila firma König a Rotax.
- 1980: Deskové šoupátko ovládané ojnicí (čs. autorské osvědčení čís. 215 731)[93]
- 1981: Válcové duté šoupátko výfuku (čs. autorské osvědčení čís. 225 088).[94][95][96]
- 1982: Zařízení pro změnu časování výfuku (čs. autorské osvědčení čís. 222 947).[97][98]
- 1983: Pohon rozvodu OHC ozubeným řemenem (čs. autorské osvědčení čís. 232 945)[99]

## Ocenění
V roce 1964 obdržel Jan Křivka odznak „Za obětavou práci".
V roce 1966 byl Jan Křivka odměněn titulem „Vzorný trenér"
V roce 1970 obdržel „Zlatý odznak za obětavou práci".
Dne 28. dubna 1972 byl Janu Křivkovi propůjčen Řád práce s pořadovým čísle 4424.
V roce 1996 byl oceněn zlatou medailí FIM.

### Video
Česká televize: 13. komnata Jaroslava Falty, 2022-04-13